# Eutichurus saylapampa
Eutichurus saylapampa là một loài nhện trong họ Miturgidae.
Loài này thuộc chi Eutichurus. Eutichurus saylapampa được miêu tả năm 1994 bởi Bonaldo.